# Alejandra Valencia
Alejandra Valencia (Hermosillo, Sonora, Mèxic, 17 d'octubre de 1994) és una arquera mexicana, especialitzada en el Tir amb arc. Ha participat en 4 Olimpíades, guanyant 2 medalles de bronze. A més, ha guanyat 4 medalles en els Campionats del Món i 9 medalles (4 d'or) en els Jocs Panamericans. És la primera arquera en aconseguir guanyar 3 medalles d'or en els Jocs Panamericans.

## Jocs Panamericans 2011
Va fer el seu debut en els Jocs Panamericans de 2011 trencant doble rècord, un en els 50 metres obtenint així, 338 punts per batre la marca que romania des de Winnipeg 1999 a Erika Reyes amb 327 punts i, el segon en 144 fletxes en superar els amb 1335 punts a la nord-americana Jennifer Nichols, en Rio de Janeiro 2007.
- Jocs Panamericans 2011 - 1ª en tir amb arc individual.
- Jocs Panamericans 2011 - 1ª en tir amb arc equips (al costat de Aída Roman i Mariana Avitia)

## Jocs Olímpics d'estiu de 2012
En el seu debut olímpic, Valencia va disputar les proves d'individual i equips femení. En la prova individual es va classificar en la posició número 13, amb una puntuació de 657 punts. En la fase final, va ser eliminada als setzens de final per la xinesa Cheng Ming. En la prova d'equips femení, Mèxic va ser eliminada als quarts de final per la selecció del Japó.

## Jocs Olímpics d'estiu de 2016
L'11 d'agost de 2016, Alejandra va aconseguir un triomf històric per a Mèxic en vèncer i eliminar en quarts de final a la número 1 del Món i favorita per a la medalla d'or, la coreana Choi Misun. Finalment va aconseguir quart lloc en ser vençuda per la coreana Ki Bo Bae.

## Jocs Panamericans 2019
En els Jocs Panamericans de 2019, celebrats a Lima, Valencia va aconseguir 3 medalles. La medalla d'or en la prova individual, després de guanyar a l'estatunidenca Khatuna Lorig i d'aconseguir un rècord del Campionat en la fase de classificació amb 675 punts. A més també va aconseguir la medalla de plata en la prova per equips femení i la medalla de bronze en la prova per equips mixt.

## Jocs Olímpics d'estiu de 2020
En els Jocs Olímpics de Tòquio 2020, el 24 de juliol de 2021 va guanyar la medalla de bronze en la competència de tir amb arc mixt junt a Luis Álvarez Murillo, donant així la primera medalla per a Mèxic en aquesta justa deportiva i el número 70 en la història de les participacions olímpiques de México.
- Jocs Olímpics d'estiu de 2020 - 3ª en tir amb arc mixt junt a Luis Álvarez Murillo

## Jocs Panamericans 2023
En els Jocs Panamericans de 2023, celebrats a Santiago de Xile, Valencia va tornar a repetir el triplet en el podi, guanyant les medalles d'or en individual, plata en la prova d'equips femení i bronze en la prova d'equips mixt. La medalla d'or aconseguida en la prova individual contra la brasilera Ana Machado, va suposar ser la primera arquera en guanyar 3 medalles d'or en els Jocs Panamericans.

## Jocs Olímpics d'estiu de 2024
En els Jocs Olímpics de París 2024, Alejandra Valencia va aconseguir la 8a posició en la ronda classificatòria. En la fase eliminatòria, va caure a quarts de final, contra Lim Si-hyeon (qui després seria campiona olímpica). En la prova d'equips femenina va aconseguir la medalla de bronze amb la selecció de Mèxic, després de guanyar a l'equip dels Països Baixos. Finalment en la prova per equips mixt, Valencia va ser eliminada en quarts de final contra Alemanya.